# Teatro El Círculo
El Círculo es uno de los principales teatros de ópera de la ciudad de Rosario, Argentina.
Se destaca por la condición acústica de su sala principal.

## Historia
En 1888, fue una sociedad anónima denominada "La Ópera" quien comenzó la construcción de la sala, aunque el proyecto fue abandonado al producirse la quiebra de dicha empresa. A medio construir y sin destino preciso, allí se escondía gente de mal vivir y menesterosos, y de sus laberintos y fosos trascendían historias y leyendas misteriosas. La ciudad conocía el lugar como la "Cueva de los Ladrones".
Emilio Schiffner, ciudadano alemán, adquirió la propiedad en el estado en que se encontraba y prosiguió la construcción del teatro con modificaciones, de acuerdo a los planos realizados en 1903 por el ingeniero-arquitecto George Goldammer. Schiffner contrató en Alemania a un especialista en acústica, mientras la escultura y yesería exterior fueron realizadas por Pellegrini y la interior por Belotti.
Inaugurado el 7 de junio de 1904 bajo el nombre de Teatro de la Ópera, con la puesta en escena de la ópera "Otello", de Giuseppe Verdi, significó un acontecimiento trascendental para la ciudad, tanto social como artístico.
Desde su apertura fue escenario de las más importantes compañías líricas del mundo, llegándose a representar una ópera por día. Eran tiempos en que toda compañía de relevancia internacional que arribaba a Buenos Aires se presentaba también en El Círculo. Inclusive muchas compañías europeas llegaban por barco directamente a Rosario, antes de presentarse en Buenos Aires y Nueva York.
Pasaron por la sala algunos de los grandes nombres de la lírica, como Pietro Mascagni, y una verdadera pléyade de directores y artistas de género diverso: concertistas, grandes compañías líricas, de zarzuelas y operetas, cómicas y dramáticas. El gran tenor Enrico Caruso, quien actuó en la sala en 1915, dijo sobre el teatro: 

Antes de abandonar esta ciudad, me es grato manifestar, ya que ello ha de orgullecer al propietario de "La Ópera" Don Emilio Schiffner, que las condiciones acústicas de este Teatro son tan completas, que nada tiene que enviadiarle a los importantes coliseos del mundo que he visitado durante mi carrera artística, y en tal sentido es parecido al Metropolitan de New York.

Luego de algunas décadas de gloria, cayó en un cono de sombras. Había dejado de ser económicamente rentable debido a un cambio de circunstancias: las crisis económicas y la aparición de nuevas formas de diversión. En 1943, fue salvado a último momento de una demolición segura (que no pudo evitar diez años más tarde, su par, el teatro Colón), gracias a la acción de la Asociación Cultural El Círculo, institución legendaria , nacida en 1912 a partir del entusiasmo desatado por el Centenario de la Revolución de Mayo (1910). Esta entidad privada, que le dio su actual denominación al teatro, es desde entonces su propietaria, custodia de su valioso patrimonio histórico y arquitectónico y lo proyecta hacia el futuro, manteniendo una labor ininterrumpida en el quehacer cultural y social de Rosario.
En 2004 se realizaron los festejos por el centenario del teatro. Durante el mismo año en este lugar se llevó a cabo parte del III Congreso Internacional de la Lengua Española (apertura, exposiciones y cierre). Por tal motivo se hicieron tareas de restauración y un tratamiento del entorno urbano a la usanza de 1904: adoquinado de calles adyacentes, reinstalación de farolas antiguas y embellecimiento de fachadas lindantes. El trabajo fue realizado por el arquitecto Drazen Juraga y la arquitecta Matilde Luetich.

## Actividades
Desde 2006, aunque la música en sus distintas facetas es la actividad principal, funciona como un centro cultural. Alberga al Estudio de Comedias Musicales, la Academia de Ballet Clásico Ruso y la Ópera de Rosario. También es escenario de espectáculos de música popular y, ocasionalmente, de actos oficiales y privados.
El Círculo cuenta con capacidad para 1500 personas distribuidas en cinco niveles, además de dos salas para conferencias y teatro, una de exposiciones, un pequeño museo en planta baja y, en el subsuelo, el Museo de Arte Sacro Eduardo Barnes, constituido por originales en yeso y esculturas del artista.

## Galería

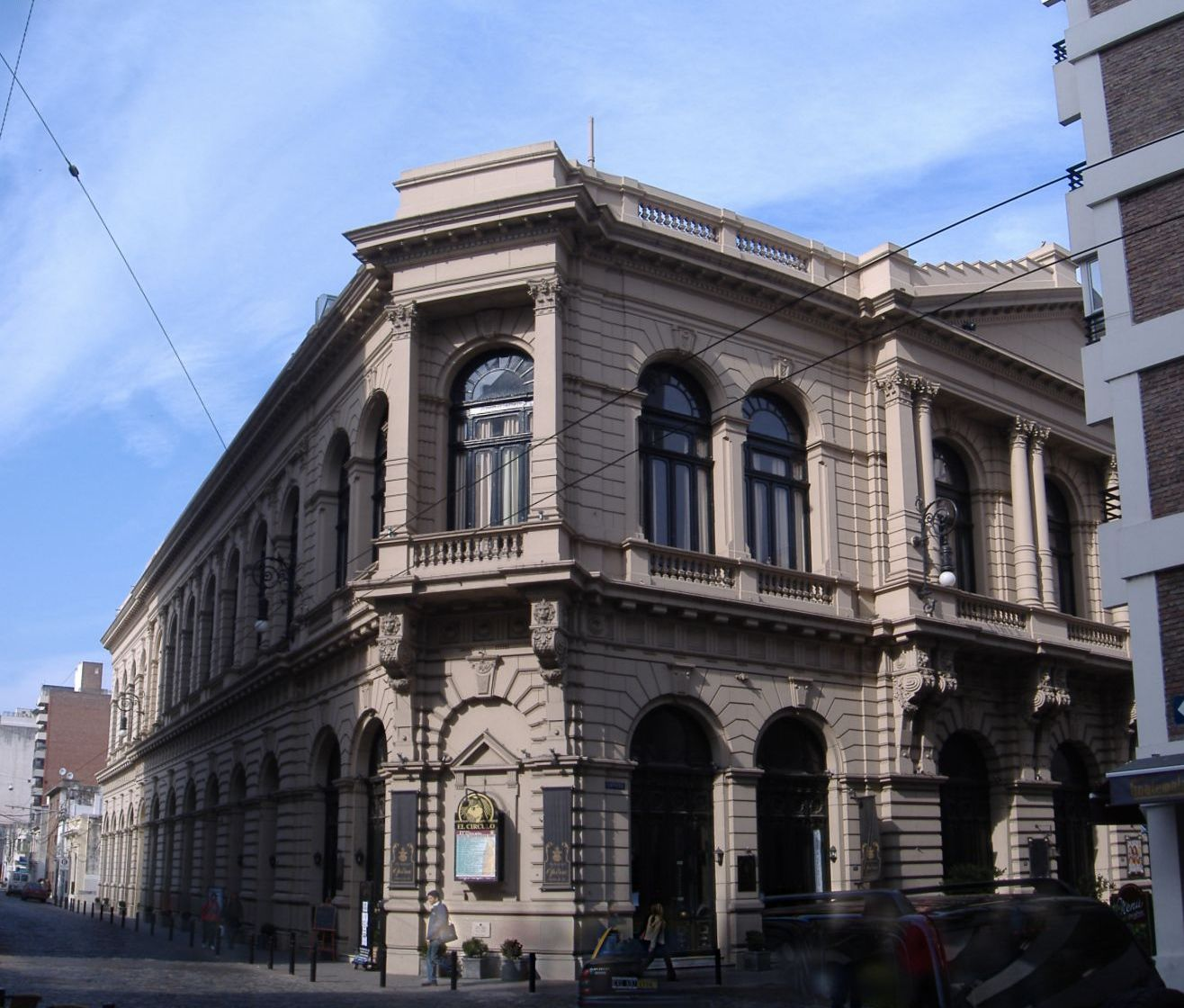
Esquina Laprida y Mendoza
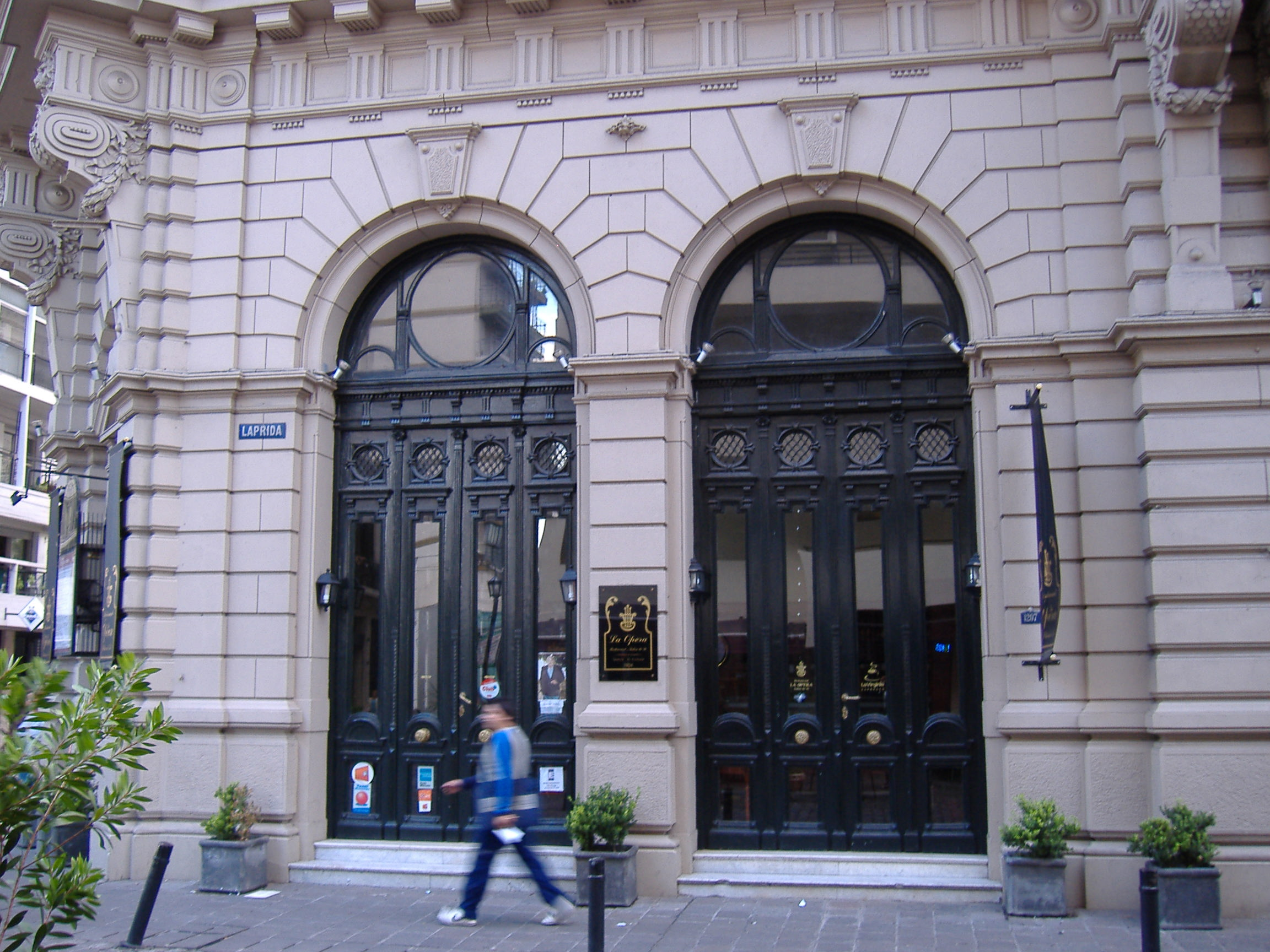
Acceso calle Laprida
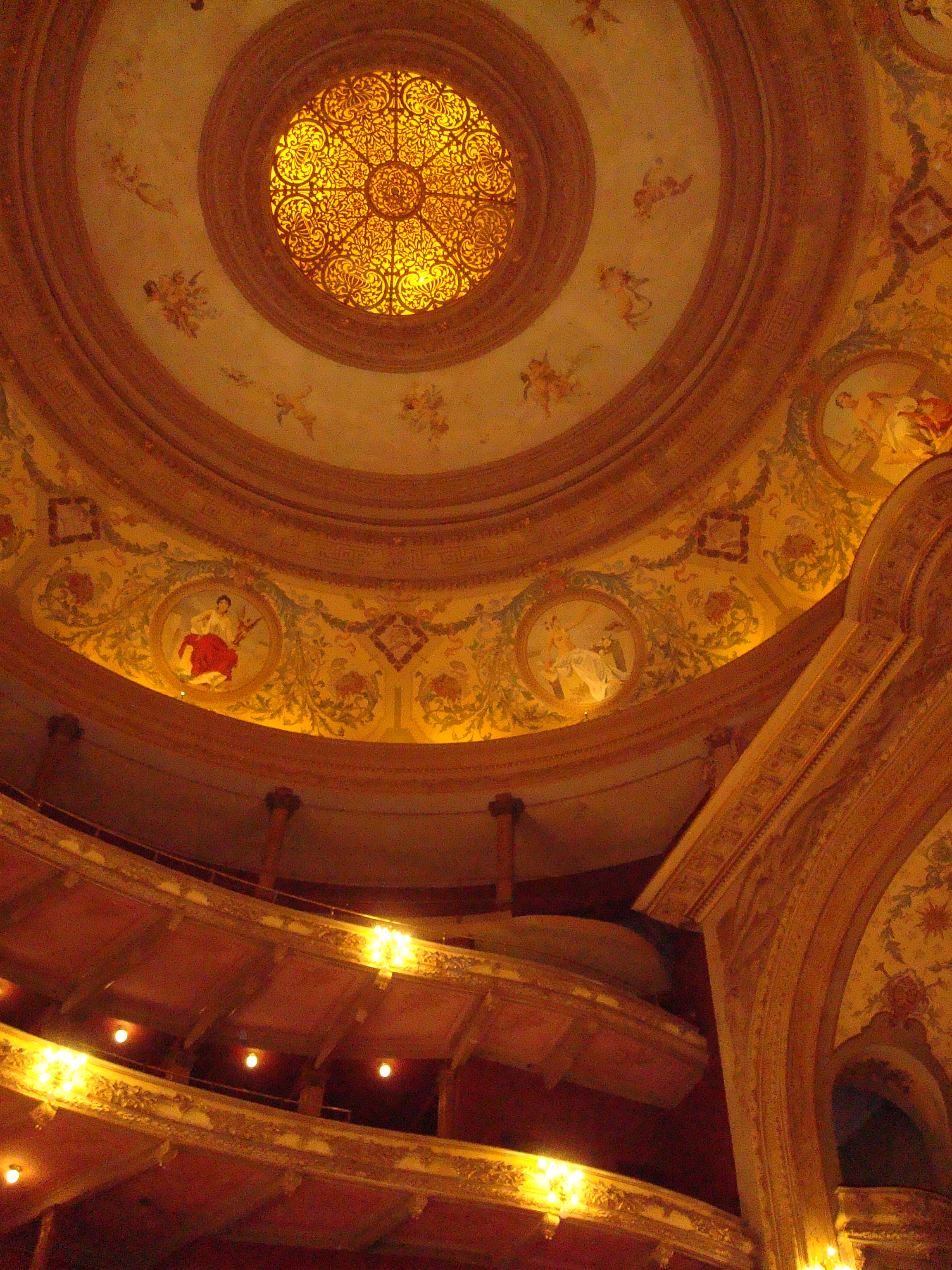
Interior

## Presentaciones destacadas
Aparte de los grandes nombres de la lírica también se presentaron en el teatro las orquestas: I Musici, Cámara de Múnich, Cámara de Estocolmo, Solistas de Zagreb, Cámara de Berlín, Bach de Leipzig, Cámara de Toulouse, Cámara de Praga, Orquesta Johann Strauss, Pro Música de New York, Cuarteto de Filadelfia, las sinfónicas New Philarmonia Orchestra de Londres, Orquesta Filarmónica de Berlín, Orquesta Filarmónica de Moscú, la National Symphony de Washington (bajo la batuta de Mstislav Rostropovich), Orchestra Sinfónica Nazionale de la RAI, Sydney Conservatorium Orchestra, Sinfónica de Milán, Orquesta Sinfónica de Viena, entre otras. También se presentaron artistas de la cultura popular argentina, especialmente durante la crisis económica que vivió el país en 2001.